# フォード・エコブーストエンジン
エコブーストエンジン(EcoBoost engine)は、フォード・モーターが開発したターボチャージャー付きのガソリン直噴エンジンのシリーズである。

## 概要
フォードの新世代ガソリンエンジンとして2009年に発表された。排気量を縮小したダウンサイジングコンセプトを取り入れ、直噴技術や可変バルブ機構、ターボチャージャーの採用によって環境性能とパワーの両立を図っている。2012年から2014年にかけて、インターナショナル・エンジン・オブ・ザ・イヤーを3年連続で獲得した。
2013年4月11日、直列4気筒1.5 Lエンジンの生産を開始。エコブーストとしては5番目のエンジンで、エンジンと一体化されたエキゾーストマニホールドなどの先進技術が採用された。4代目（Mk5）モンデオ/2代目フュージョンなどに搭載される。
2014年1月13日、V型6気筒2.7 Lエンジンを公開。同年にフルモデルチェンジする13代目F-150用に開発されたもので、シリンダーブロックに圧縮黒鉛鉄(CGI)とアルミニウムの複合材を用いることで軽量化を図り、燃費向上のためにアイドリングストップシステムも採用している。
2015年3月6日、直列4気筒2.0 L / 2.3 Lエンジンの生産を開始。ツインスクロールターボによる過給で、2.0 Lは2代目エッジ、2.3 Lは6代目マスタング、5代目エクスプローラー（後期型）、リンカーン・MKCなどに搭載される。生産はアメリカ・オハイオ州のクリーブランド工場にて行われ、エコブーストエンジンがアメリカ国内で組み立てられるのはこれが初となる。
フォード車のみならず、フォードが買収したジャガー・ランドローバー・ボルボ・カーズの一部機種にも搭載された。
2015年3月26日、エコブーストエンジンの累計生産数が500万基に達した。